# 张格
张格（9世纪—927年6月10日），字承之，又字或小字义师，中国五代十国时期政权前蜀政治家，两度官拜宰相。在说服前蜀开国皇帝王建立最幼子王衍（王宗衍）为储一事中起到作用。

## 唐朝年间
张格生年不详。父张濬，唐僖宗、唐昭宗年间宰相。张格为张濬次子，年轻时有才，长相俊迈，狡猾有父风。官至太学博士，直弘文馆。
天祐元年（904年）初，唐昭宗被弑，继位的其子唐哀帝处在权势军阀宣武军节度使朱溫（朱全忠）的人身控制下。时张濬已致仕，居於长水县。朱溫准备篡位，担心张濬可能鼓动其他军阀联合对抗他，命控制洛阳地区的下属佑国军节度使张全义害之。张全义派牙将杨麟率健卒装作盗贼，去长水屠殺张濬一家。永宁县吏叶彦素日得张濬厚待，闻讯跑去告诉张格：“相公不可免祸，郎君应该自己做打算。”张格与张濬相擁抱而哭泣，张濬说：“你留下则和我们一起死，你离开则我家还有後裔，你不要被我连累。”张格哭拜而去，叶彦率义士三十人送他渡汉江而回，张格改换姓名，由荆江上峡进入西川军军部成都。同时，杨麟围张濬家，杀其全家。张格的弟弟张播先前被唐昭宗賜國姓、赐名李俨，时任江、淮宣谕使出使淮南节度使杨行密，因而也躲过此劫。

## 前蜀年间

### 王建年间
天祐四年（907年），朱全忠迫唐哀帝禅位于他，代唐称帝，建立后梁，他就是后梁太祖皇帝。西川节度使王建和其他几位地方军阀拒绝认可新皇帝，但当王建与淮南节度使杨渥联合传檄却未能引发后梁封臣大规模起事后，王建决定自己称帝，九月，建立新政权蜀，史称前蜀。他尊敬逃到本国的原唐朝官员，待张格尤其有恩礼，登基当月即提拔为翰林学士。武成元年（908年）正月，有僧人挖出一只眼睛献上，王建命给一万僧人的饭食作为报答。张格反对：“小人无故自残，赦其罪已是幸事，不宜再奖赏败坏风俗。”王建同意了。二月，以户部侍郎为中书侍郎，加宰相衔同平章事，王建说：“不恃权、不行私，只有至公才能守宰相之事。”张格为相，多迎合王建之意；若有人胜过自己，都设计排挤。冗杂官舍人庾传昌谒见张格，不得见，庾传昌怒，回家起草启事约数千字，投于谒者而去。后来张格对朝士说：“庾舍人见示长牋，不可多得，然而我曾听闻他起草《角觝牒》词，动乃数幅。”意在讥讽其无体要之用。张格生母在张濬遇害时躲在民间，落发为尼，流浪于函、洛一带。王建闻之，秘密派人迎她入蜀，赐紫衣，加号慈福大师。
永平二年（912年）二月，蜀正与北面邻国岐交战，后梁太祖朱溫趁机派出以光禄卿卢玭为首的一组使者来蜀寻求交好，在书信中称王建为兄。但信上有一印章，写着“大梁入蜀之印”，张格指出这是待蜀如夷狄封臣的称呼形式。王建因而想杀了使团，张格指出这是梁草诏官员的错，不可坏了两国关系。幾個月後，朱溫死了，王建刻了一枚「大蜀入梁之印」蓋在弔喪的書信上，反將一軍。从此王建愈发信任张格。三月，诏命张格编开国以来实录。
三年（913年）七月，蜀皇太子王元膺卷入与枢密使唐道袭的权力斗争，在武装对抗中杀死唐道袭，但不久自己也被部下卫士杀死。王建起初很为此哀恸，怀疑养子集王王宗翰未经他首肯就杀了王元膺，其左右也担心王建要大规模报复。张格呈上自己写的慰谕军民榜，读到“不行斧钺之诛，将误社稷之计”，王建认识到自己纵然爱王元膺，也不可以为此损害国家根基，于是下诏废王元膺为庶人。除手刃王元膺的人伏诛、王元膺的一些左右伏诛、流放外，没有产生对王元膺之死的报复。
十月，内枢密使潘炕屡次请求王建立新太子。王建因雅王王宗辂像自己，信王王宗杰最有才，想从中择一人而立。但其宠妃徐贤妃想让儿子郑王王宗衍为太子，派飞龙使唐文扆说服张格上表请立王宗衍。张格受唐文扆带来的徐贤妃所赠金百镒，心动，认为可以用计得逞。他作表称“衍才器英武，实堪社稷之托。”并在夜间给功臣王建养子城内外都指挥使兼中书令王宗侃等看表文，诈称受了密旨要功臣们公开支持王宗衍，功臣们信以为真，都署名。王建得表，虽然怀疑王宗衍年幼懦弱无能，仍以为是众官员的意思，于是立王宗衍为太子。唐文扆掌权，得张格依附，与司徒毛文锡等争权。天汉元年（917年）七月，因唐文扆陷害，毛文锡被贬。光天元年（918年）正月，王建已意识到张格在王宗衍被立为太子一事中扮演的角色，又见王宗衍与诸王斗鸡击球浪费时间，厌恶张格，但因徐贤妃保护，王建没有罢其相位。
五月，王建病重垂死，将王宗衍托付给以养子马步都指挥使王宗弼为首的官员们。但唐文扆想掌权，因而在王建病势加重时，派所统领的禁兵守宫门不让官员们入见。但他的部下内皇城使潘在迎出卖了他，使得王宗弼等官员破门而入，向王建告狀。唐文扆被贬，并在六月王建死后不久被杀。一说王建对之前王宗杰暴死生疑，于是徐贤妃和张格私下派尚食给王建送鸡肉烧饼，王建中毒而崩。王宗衍继位。不久，王宗衍改名王衍。

### 王衍年间
王衍初登基，张格仍以太傅、门下侍郎、同平章事为宰相，但因长期依附唐文扆而不安。蜀人以他为王建山陵使，他面有难色。有人劝他称病辞职，但被其党羽礼部尚书杨玢以有援立大功不需要担忧为由劝止。但很快张格与杨玢都被贬。张格被贬为茂州刺史，诏书责之曰：“送丧辞命，不忠；丧母匿丧，不孝。”吏部侍郎许寂、户部侍郎潘峤都因党附张格被贬；张格再贬维州司户。因内枢密使庾凝绩劾奏，张格又被罢官流放合水镇。庾凝绩又令茂州刺史顾承郾寻张格罪过。王宗侃妻张氏因和张格同姓，欲保全他，对顾母说：“警告你儿子，不要替他人报仇，他日他人将归罪于你。”顾承郾从之。庾凝绩怒，在公事中寻隙归罪顾承郾，而张格的性命得以保全。
但乾德六年（924年）十二月，张格又在右仆射任上被任为兼中书侍郎、同平章事，再度拜相。张格最初获罪时，中书吏王鲁柔落井下石，张格于是趁机报复，寻事杖杀了他。时任中书侍郎、同平章事的许寂对他人说：“张公才高而识浅，杀了一个王鲁柔，让他人担心自己的安危了！这是取祸之端。”但实际上，王鲁柔之死并未引起反响。张格受封赵国公。在相位，无所作为。

## 后唐年间
后唐庄宗灭梁兼并其地后，蜀于咸康元年（925年）被庄宗子魏王李继岌和枢密使郭崇韬统领的军队所灭。很多蜀官员被迫迁到唐都城洛阳。同光四年（926年）正月，李继岌遣凤翔节度使李继曮、客省使李严部送王衍、前蜀宗族及宰相王锴、张格、庾传素、许寂、翰林学士李昊等及将佐家族数千人向东到都城洛阳。三月，到长安。庄宗正要东征平定兵变，担心王氏族党生变，遣中使向延嗣带诏书前去杀王衍，诏书称“王衍一行，并从杀戮。”诏书已盖玉玺，枢密使张居翰将“行”字改为“家”字，前蜀百官才幸免于难。天成元年（926年）六月他们到洛阳时，庄宗已死于兵变，养兄后唐明宗继位。张格在这些官员之中。他感念叶彦救命之恩，寻访，叶彦已死，于是给叶家送去大礼。
唐明宗宣原蜀官员宰相王锴、张格、庾传素及御史中丞牛希济，各赐一韵，让他们试作蜀主降唐诗五十六字，王锴等都言及王衍僭号、荒淫、失国，只有牛希济不谤故主。明宗起初授张格太子宾客荣衔，当时并无皇太子。宰相任圜爱其才，奏为自己的副手三司副使，二年（927年）五月，张格卒于位，朝廷为之废朝。
张格有文章，明于吏事，时人很称赞他。

## 作品
张格词残句为董康本《宋朝事实类苑》所录。现存一首《寄禅月大师》：
龙华咫尺断来音，日夕空驰咏德心。

禅月字清师号别，寿春诗古帝恩深。

画成罗汉惊三界，书似张颠直万金。

莫倚名高忘故旧，晓晴闲步一相寻。

## 评价
- 《十国春秋》论曰：张格援立宠嗣，深结宫闱，于大臣有慙德焉。……呜呼！择相顾可不慎邪！